# Garnet Chargers d'Union
Les Garnet Chargers d'Union (Union Garnet Chargers) sont un club omnisports universitaire de l'Union College, située à Schenectady dans l'États de New York aux États-Unis. Les équipes des Garnet Chargers participent aux compétitions universitaires organisées par la National Collegiate Athletic Association.

## Histoire
Avant 2023, les équipes du collège étaient connues sous le nom de « Dutchmen » pour les hommes et « Dutchwomen » pour les femmes. Le surnom est changé en « Garnet Chargers » dans le cadre d'un renouveau d'image. Le grenat est la couleur officielle de l'école depuis 150 ans, et le nom « chargers » fait référence à « l'héritage de la ville de Schenectady en tant que leader des technologies électriques ».

## Hockey sur glace
L'équipe de hockey sur glace masculine fait partie de la conférence ECAC Hockey, elle est la seule équipe de l'Union College à évoluer en division 1. 